# Abdij van Beaurepart

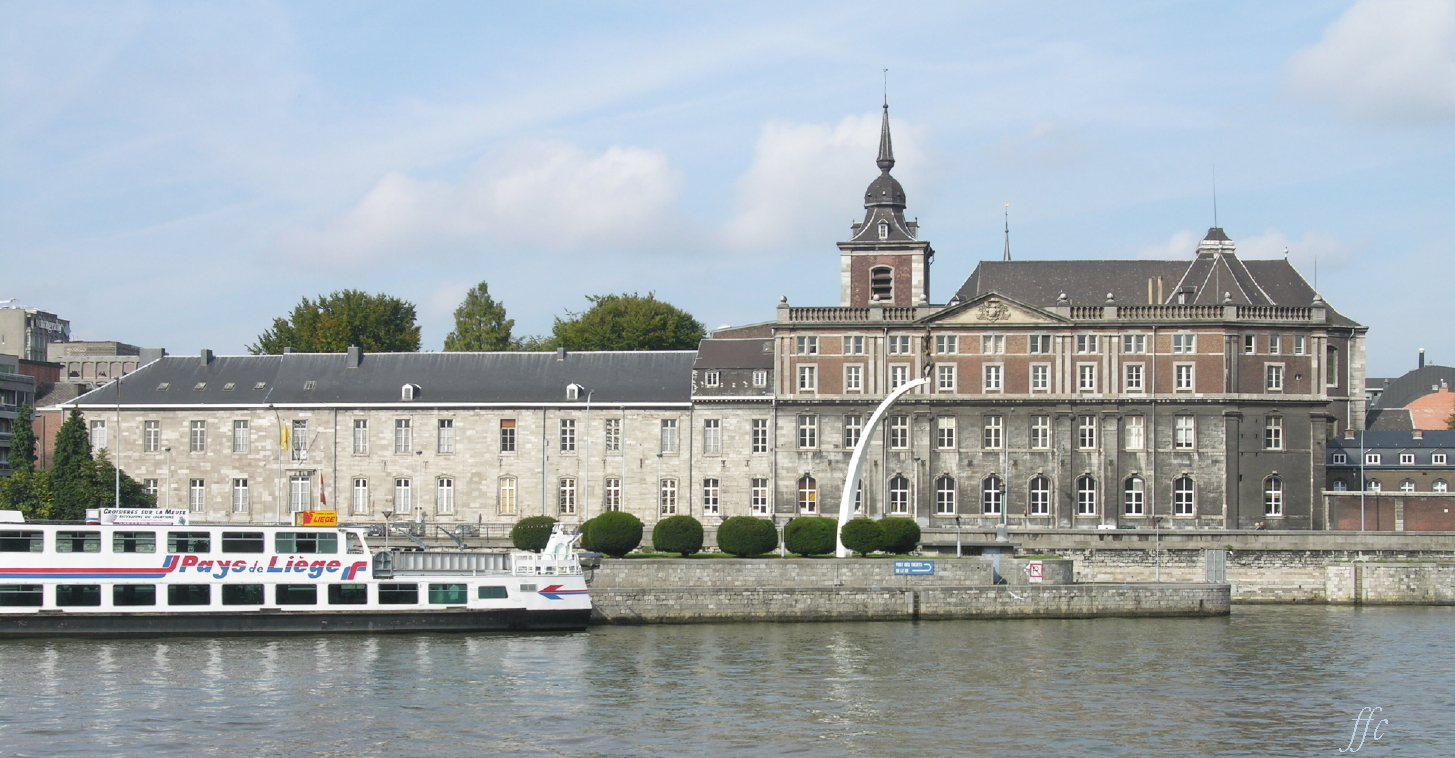
Bisschoppelijk paleis van Luik

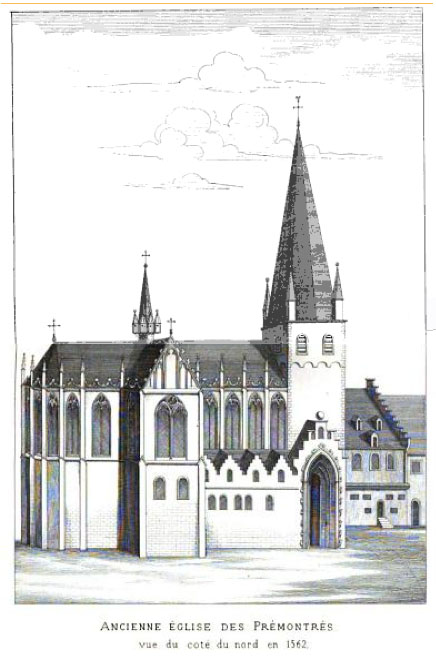
Voormalige Sint-Corneliuskerk

De Abdij van Beaurepart (Abbaye de Beaurepart of Saint-Corneille de Beaurepart) was een norbertijnerabdij te Luik, waarvan de gebouwen sinds 1809 het grootseminarie en het bisschoppelijk paleis van het Bisdom Luik herbergen. De abdij was van grote invloed op een gebied, dat zich uitstrekte tot diep in de huidige Belgische provincie Limburg.

## Geschiedenis
Beaurepart werd in de 13e eeuw gesticht door de minderbroeders en lag op een eiland in de Maas dat tegenwoordig niet meer bestaat, omdat een van de Maasarmen is gedempt. In 1234 brandde het klooster af, maar in 1235 konden ze het weer betrekken. Dit stond te boek als een bellus reditus, ofwel een goede terugkeer, een beau-repart, waaraan de abdij sindsdien haar naam te danken heeft. In 1243 verhuisden de minderbroeders echter naar een nieuw klooster, dat Riche-fontaine werd genoemd.
In 1288 kwamen de norbertijnen op deze plaats. Zij waren afkomstig van de Abdij van Corneliënberg, die erg veel te lijden had van rondtrekkende bendes.
De norbertijnen verkregen het patronaatsrecht over een negental parochies. Ook werden er veel bouwactiviteiten ontwikkeld. In 1351 kregen de norbertijnen vergunning om de abdij langs de Maas verder uit te breiden. In 1525 startte men met de bouw van een nieuwe, gotische, abdijkerk, gewijd aan de heilige Cornelius. Ook van 1571-1584, en van 1733-1745, vonden belangrijke bouw- en verbouwingsactiviteiten plaats. In 1760 werd een nieuwe abdijkerk gebouwd, welke ook tegenwoordig nog bestaat.
De Franse bezetting leidde aanvankelijk tot de eis om patriottische giften aan de bezetters te geven (1790), en in 1796 werd de abdij uiteindelijk opgeheven en de bezittingen genaast. De abdijgebouwen dienden vervolgens tot slachthuis, huidenmagazijn, buskruit- en salpetermagazijn, en arsenaal. In 1809 echter, werden de gebouwen aan de Kerk teruggegeven om als bisschoppelijk grootseminarie dienst te gaan doen.

## Patronaatsrecht
Deze abdij had het recht om de pastoor te benoemen van onder meer de voormalige Sint-Pieterskerk te Rekem en die van de kerk te Opgrimbie. Dat patronaatsrecht over de kerk van Rekem was voorwerp van een jarenlange twist tussen de abdij en de graven van Rekem.
Gijsbert I van Brocnkhorst trad in onderhandeling met de abt waardoor in 1140 het norbertinessenklooster in Rekem werd gesticht.